# Роулз, Джонни
Джонни Роулз (англ. Johnny Rawls); 10 сентября 1951, Хаттисберг, Миссисипи, США — американский блюзовый мультиинструменталист, гитарист, певец, автор песен. Лауреат Blues Music Awards в номинации «Альбом соул-блюза» (2010, 2019); номинант Blues Music Awards в номинациях «Альбом соул-блюза» (2007, 2009, 2010, 2012—2015, 2017, 2018, 2021, 2024, 2025), «Исполнитель соул-блюза» (2003, 2009, 2010, 2012—2019, 2021—2025), «Песня года» (2012) .

## Биография
Джонни Роулз родился 10 сентября 1951 года в Хаттисберге, Миссисипи. Его слепой дед научил его основам игры на гитаре, а в школе в Пёрвисе, штат Миссисипи Джонни Роулз также играл на саксофоне, кларнете и трубе в школьном оркестре . К середине подросткового возраста освоил саксофон в достаточной степени чтобы при посредстве школьного учителя, получить работу сайдмена для музыкантов, которые гастролировали по Миссисипи, таким как Зи Зи Хилл и Джо Текс. Вскоре Роулз переключился на гитару, а когда переехал из Миссисипи в Милуоки, Висконсин, начал петь.
В 1974 году Роулз присоединился к группе поддержки Оу Ви Райта, став музыкальным руководителем его группы, и играл вместе с Райтом до смерти последнего в 1980 году. Затм группа продолжила выступать под названием Ace of Spades Band ещё 13 лет. За это время выступала на одной сцене с Би Би Кингом, Литтл Милтоном, Бобби Блэндом, Литтл Джоном Тейлором. В состав этой группы входил гитарист Эл Си Лакетт, совместно с которым Роулз выпустил свой дебютный альбом в 1989 году. Альбом получил множество положительных отзывов критиков. В начале 1990-х, подписав контракт с Rooster Blues, они в 1994 году выпустили альбом Can't Sleep At Night. 
В середине 1990-х Роулз стал работать аранжировщиком и музыкальным продюсером на JSP Records. В 1996 году на этом лейбле вышел дебютный сольный альбом Роулза, после которого Роулз там выпустил ещё три альбома. В 2001 году создал собственный лейбл Deep South Soul и выпустил в 2002 году альбом Lucky Man. С этим альбомом Роулз получил свою первую номинацию на лучшего исполнителя соул-блюза Blues Music Awards. Со второй половины 2000-х Джонни Роулз прочно занял место среди ведущих исполнителей соул-блюза в США. С этого времени он почти ежегодно получает номинации Blues Music Awards «Альбом соул-блюза» и «Исполнитель соул-блюза»; дважды, в 2010 и 2019 годах его альбомы побеждали в номинации. В 2006 году Зал славы блюза Западного побережья назвал его «Лучшим вокалистом». Альбомы Red Cadillac (2008), Ace of Spades (2010) и Memphis Still Got Soul (2012) были признаны лучшими альбомами южного соул-блюза по версии журнала Living Blues; Living Blues в 2014 году признал самым выдающимся блюзовым певцом по версии «Выбор критиков». Лауреат Blues Blast Music Awards 2015 года в номинации «Лучший альбом соул-блюза»; номинант в той же категории 2013, 2016, 2018, 2019 годов 
Роулз несколько раз выступал на Чикагском фестивале блюза и регулярно на музыкальных фестивалях каждый год в США и Канаде. Он много раз гастролировал по Европе, а также в Японии и Австралии. График музыкант включает в себя 250-300 концертов в год.
Роулз удостоен чести быть упомянутым на двух памятных знаках вдоль «Тропы блюза Миссисипи»: один в Хаттисберге, штат Миссисипи, а другой в Роклине, штат Мэн, на пути миграции блюза из Миссисипи в Мэн . Член Зала славы блюза Оклахомы. 
Живёт в Висконсине .
Об альбоме Memphis Still Got Soul: «Если вам нравится хороший соул — этот сладкий соул, — то обратите внимание на последнее творение Джонни Роулза. От барабанного ритма и духовых инструментов в заглавном треке может возникнуть ощущение, будто вы случайно наткнулись на архивы Stax Records… вы почувствуете вкус и атмосферу соул-музыки в её расцвете. Это сильный диск». 
Blues Review: «Джонни Роулз зарекомендовал себя как мастер соул-блюза, исполняя динамичные песни с мощными поп-припевами, а также мягким вокалом с чёткой долей хрипотцы и духовыми инструментами в стиле Stax» 
«Записываясь на лейблах Touch Records, Rooster Blues, Rock House, Reach и JSP Records, Джонни занимался всем: продюсированием, написанием песен, аранжировкой духовых инструментов, ритм-гитарой, соло- и бас-гитарой, клавишными, вокалом и бэк-вокалом» .
«Фактически термин соул-блюз был изобретён чтобы описать его творчество» 

## Дискография
| Год  | Название                         | Лейбл                          | Примечания                         |
| ---- | -------------------------------- | ------------------------------ | ---------------------------------- |
| 1989 | You're The One                   | Touch                          | с Эл Си Лакеттом                   |
| 1994 | Can't Sleep At Night             | Rooster Blues                  | с Эл Си Лакеттом                   |
| 1995 | Down to Earth                    | Rooster Blues                  | с Вилли Коббсом                    |
| 1996 | Here We Go                       | JSP Records                    |                                    |
| 1997 | Louisiana Woman                  | JSP Records                    |                                    |
| 1999 | My Turn to Win                   | JSP Records                    |                                    |
| 2001 | Put Your Trust in Me             | JSP Records                    |                                    |
| 2002 | Lucky Man                        | Deep South Soul                |                                    |
| 2002 | Get Up & Go                      | JSP Records                    | сборник                            |
| 2004 | Partners & Friends               | Rock House Records             | с Роем Робертсом                   |
| 2004 | Live in Montana                  | Deep South Soul                | концертный альбом                  |
| 2005 | No Boundaries                    | Topcat Records/Catfood Records |                                    |
| 2006 | Heart & Soul                     | Deep South Soul                |                                    |
| 2008 | Red Cadillac                     | Catfood Records                |                                    |
| 2009 | Ace of Spades                    | Catfood Records                |                                    |
| 2011 | Memphis Still Got Soul           | Catfood Records                |                                    |
| 2012 | Soul Survivor                    | Catfood Records                |                                    |
| 2013 | Remembering O. V.                | Catfood Records                | со специальным гостем Отисом Клеем |
| 2014 | Soul Brothers                    | Catfood Records                | со специальным гостем Отисом Клеем |
| 2016 | Tiger In A Cage                  | Catfood Records                |                                    |
| 2018 | I'm Still Around                 | Third Street Cigar Records     |                                    |
| 2019 | I Miss Otis Clay                 | Third Street Cigar Records     |                                    |
| 2020 | Where Have All The Soul Men Gone | Third Street Cigar Records     |                                    |
| 2020 | Live In Europe                   | Continental Blue Heaven        | концертный альбом                  |
| 2021 | Best of Johnny Rawls Vol. 1      | Catfood Records                | сборник                            |
| 2022 | Going Back To Mississippi        | Third Street Cigar Records     |                                    |
| 2023 | Walking Heart Attack             | Catfood Records                |                                    |
| 2025 | Make Them Dance                  | Catfood Records                |                                    |